# Hatton (Washington)
Hatton è un comune degli Stati Uniti d'America, situato nello Stato di Washington, nella Contea di Adams.